# 상 (가구)
상(床)은 물건을 얹을 수 있는 평평한 상판을 밑에서 받치도록 만든 가구이다. 음식을 먹을 수 있는 작은 상인 소반을 비롯하여 평상, 제상(祭床), 책상, 식탁 등이 있다. 대부분 나무로 만들고 그 밖에 돌도자기, 금속, 플라스틱 등으로도 만든다.

## 같이 보기
- 책상